# Parlament Ukrajiny
Parlament Ukrajiny (ukrajinsky Верховна Рада України – Verchovna Rada Ukrajiny, do roku 1991 také Nejvyšší sovět Ukrajiny) je na základě ukrajinské ústavy jediným zákonodárným orgánem v jednokomorovém politickém systému Ukrajiny. Zasedá v Kyjevě ve své vlastní budově z roku 1939 a má 450 poslanců volených na pět let.
Volební systém je v době samostatné Ukrajiny neustálený. Ve volbách v roce 2012 i v předčasných volbách v roce 2014 se volilo smíšeným systémem: 225 mandátů bylo rozděleno poměrným volebním systémem s jediným volebním obvodem a 225 většinově systémem relativní většiny.
Prvním předchůdcem Nejvyšší rady Ukrajiny byla Ústřední rada Ukrajinské lidové republiky, vytvořená 17. března 1917 
Ukrajinský parlament vznikl v roce 1938 jako parlament Ukrajinské sovětské socialistické republiky. Do současné podoby byl transformován v roce 1991 po vyhlášení nezávislosti Ukrajiny.